# Élections législatives de 1898 dans les Hautes-Alpes
Les élections législatives de 1898 ont eu lieu les 8 et 22 mai 1898.

## Résultats à l'échelle du département
| Partis         | Partis                     | Premier tour | Premier tour | Sièges |
| Partis         | Partis                     | Voix         | %            | Sièges |
| -------------- | -------------------------- | ------------ | ------------ | ------ |
|                | Républicains progressistes | 16 699       | 71,89        | 3      |
|                | Ralliés                    | 6 277        | 27,02        | 0      |
|                | Radicaux indépendants      | 150          | 0,65         | 0      |
|                | Parti ouvrier français     | 88           | 0,38         | 0      |
|                | Divers                     | 15           | 0,06         | 0      |
|                |                            |              |              |        |
| Inscrits       | Inscrits                   | 30 541       | 100,00       | 3      |
| Votants        | Votants                    | 24 637       | 80,67        |        |
| Abstentions    | Abstentions                | 5 904        | 19,33        |        |
| Blancs et nuls | Blancs et nuls             | 1 408        | 5,71         |        |
| Exprimés       | Exprimés                   | 23 229       | 94,29        |        |

## Résultats par arrondissement

### Arrondissement de Briançon
| Candidat       | Candidat       | Parti          | Premier tour | Premier tour |
| Candidat       | Candidat       | Parti          | Voix         | %            |
| -------------- | -------------- | -------------- | ------------ | ------------ |
|                | Léon Laurençon | Progressiste   | 3 843        | 100,00       |
|                |                |                |              |              |
| Inscrits       | Inscrits       | Inscrits       | 6 200        | 100,00       |
| Votants        | Votants        | Votants        | 4 594        | 74,10        |
| Abstention     | Abstention     | Abstention     | 1 606        | 25,90        |
| Blancs et nuls | Blancs et nuls | Blancs et nuls | 751          | 16,35        |
| Exprimés       | Exprimés       | Exprimés       | 3 843        | 83,65        |

### Arrondissement d'Embrun
| Candidat       | Candidat       | Parti          | Premier tour | Premier tour |
| Candidat       | Candidat       | Parti          | Voix         | %            |
| -------------- | -------------- | -------------- | ------------ | ------------ |
|                | François Pavie | Progressiste   | 4 800        | 99,69        |
|                | Tacussel       | DIV            | 15           | 0,31         |
|                |                |                |              |              |
| Inscrits       | Inscrits       | Inscrits       | 6 784        | 100,00       |
| Votants        | Votants        | Votants        | 5 296        | 78,07        |
| Abstention     | Abstention     | Abstention     | 1 488        | 21,93        |
| Blancs et nuls | Blancs et nuls | Blancs et nuls | 481          | 9,08         |
| Exprimés       | Exprimés       | Exprimés       | 4 815        | 90,92        |

### Arrondissement de Gap
| Candidat       | Candidat         | Parti          | Premier tour | Premier tour |
| Candidat       | Candidat         | Parti          | Voix         | %            |
| -------------- | ---------------- | -------------- | ------------ | ------------ |
|                | Frédéric Euzière | Progressiste   | 8 056        | 55,29        |
|                | De Magallon      | Rallié         | 6 277        | 43,08        |
|                | Loubet           | Radical        | 150          | 1,03         |
|                | Prève            | POF            | 88           | 0,60         |
|                |                  |                |              |              |
| Inscrits       | Inscrits         | Inscrits       | 17 557       | 100,00       |
| Votants        | Votants          | Votants        | 14 747       | 83,99        |
| Abstention     | Abstention       | Abstention     | 2 810        | 16,01        |
| Blancs et nuls | Blancs et nuls   | Blancs et nuls | 176          | 1,19         |
| Exprimés       | Exprimés         | Exprimés       | 14 571       | 98,81        |